# سجن إكولوبيا
سجن إكولوبيا هو سجن فيدرالي متوسط الأمن يقع بالقرب من مجتمع أوكو لنائب الرئيس السابق أليكس إكويمي في منطقة الحكومة المحلية في أغواتا بولاية أنمبرة في نيجيريا. السجن الذي كان البنية التحتية الوحيدة التي تم منحها لمجتمع إكولوبيا خلال حقبة شغاري في الجمهورية الثانية، لديه قدرة استيعابية تشغيلية لـ 85 نزيلًا.
تم افتتاح المنشأة في عام 2010 وكان بها في البداية 25 سجينًا. تبلغ الطاقة الاستيعابية للسجن 80 شخصًا، وكان به نحو 204 نزيلًا حتى عام 2019. كما تم الإعلان عن تسجيل 165 شخصًا على أنهم سجناء ينتظرون المحاكمة.
في يونيو 2015 أفيد أن 47 من المشتبه بهم من بوكو حرام قد تم نقلهم إلى السجن بأوامر من الرئيس بخاري. بعد الاحتجاج العام من سكان المجتمع وتجار ولاية أنامبرا وممثل دائرة أغواتا والجمعيات المدنية تم نقل المشتبه بهم من بوكو حرام إلى خارج السجن في أكتوبر 2015.
في ديسمبر 2018 منح حاكم ولاية أنامبرا الحالي ويلي أوبيانو عفواً حكومياً لعشرة سجناء في سجن إكوولوبيا خلال احتفال جماعي أقيم داخل مبنى السجن.